# Axel Heinz
Axel Heinz (* 27. Dezember 1987 in Kemnath) ist ein deutscher Schachspieler.

## Leben
Als Fünfjähriger erlernte Heinz das Schachspielen von seinem Großvater. Sein erster Schachverein war der SK Grundig Bayreuth. Als sich dieser auflöste, wechselte er zum SC Creußen. Im Jahre 1998 schloss er sich dem TSV Bindlach (heute TSV-Bindlach Aktionär) an, für den er bis 2014 spielte und in der Saison 2007/08 auch in der deutschen 1. Schachbundesliga Einsätze hatte. In der norwegischen 1. Liga spielte er für den Oslo Schakselskap, mit der er in der Saison 2010/11 norwegischer Mannschaftsmeister wurde. Im Jahre 2014 beendete Heinz seine aktive Schachkarriere.
Trainiert wurde er von Schachtrainer Jürgen Delitzsch, sporadisch auch von Johannes Zwanzger.
Axel Heinz besuchte das Graf-Münster-Gymnasium in Bayreuth. Von 2007 bis 2011 absolvierte er ein Bachelorstudium der Wirtschaftsinformatik an der Otto-Friedrich-Universität Bamberg. Nach einem Auslandsjahr an der Handelshøyskolen BI in Oslo (Betriebswirtschaftslehre) studierte er von 2011 bis 2013 BWL an der Universität St. Gallen und verbrachte 2013 ein Austauschsemester an der Tsinghua-Universität.

## Erfolge

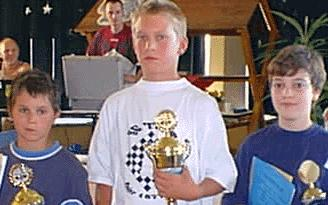
Axel Heinz, Stephan Raach und Carsten Weichhold, Siegerehrung der deutschen U11-Meister, 1998 in Oberhof

Im Jahre 1997 gewann er die bayerische Einzelmeisterschaft U11. Bei der deutschen U11-Meisterschaft 1998 in Oberhof belegte er den zweiten Platz. Auch bei der deutschen U12-Meisterschaft 1999 in Oberhof wurde er Zweiter. Zweimal nahm er an Jugendweltmeisterschaften teil (U12 in Oropesa del Mar 1998 und U16 in Iraklio 2002) und belegte die Plätze 11 und 35, jeweils im vorderen Mittelfeld. Im Jahre 2003 gewann er das 9. Einladungsturnier der Bayerischen Schachjugend in Burgthann. Sein wohl größter Erfolg ist der Gewinn des First-Saturday-GM-Turnier in Budapest im April 2009.
Den Titel Internationaler Meister erhielt er im Juli 2009. Die Normen hierfür erzielte er bei der 8. Internationalen Bayerischen Meisterschaft im November 2004 in Bad Wiessee, bei der darauffolgenden Internationalen Bayerischen Meisterschaft ein Jahr später, sowie bei einem First-Saturday-GM-Turnier in Budapest im April 2009 (Übererfüllung um 1,5 Punkte) und der 2. Bundesliga Ost in der Saison 2008/09. Seine mit Stand März 2019 bisher höchste Elo-Zahl betrug 2457 von Oktober 2012 bis April 2013.